# Lee Hee-jae
이희재
Œuvres principales
- Maître et Miscanthus
- Vedette
- Chagrin dans le ciel
- Espiègle
- Mon bel oranger
- Les personnages de l'histoire contemporaine de la Corée
- Quand j'étais petit

Dans ce nom coréen, le nom de famille, Lee, précède le nom personnel.
Lee Hee-jae (이희재), né en 1952 dans la province de Jeolla du Sud en Corée du Sud, est un manhwaga.

## Récompenses
- 2000 : prix de la « publication BD » pour Quand j'étais petit.